# Bal maturalny (album)
Bal maturalny – album studyjny producenta muzycznego Roberta M (Rozbójnik Alibaba) i Jana Borysewicza, gitarzysty zespołu Lady Pank. Wydawnictwo ukazało się 14 listopada 2014 roku nakładem wytwórni muzycznej Step Records. Wśród gości na płycie znaleźli się m.in. Bonson, Peja, Onar, Pih, Paweł Kukiz, Kobra, VNM oraz Krzysztof Cugowski.
Początkowo materiał miał zostać wydany przez wytwórnię Prosto. Pierwsze dwa single zwiastujące materiał „W sieci” i „Magnes” zostały wydane przez tę oficynę. Piosenki trafiły do sprzedaży, odpowiednio w marcu i czerwcu 2013 roku. Pierwszy z utworów zyskał pewną popularność w Polsce. Promowany teledyskiem singel trafił na listy przebojów Radia Bielsko, RMF Maxxx oraz Polskiego Radia Szczecin. Kolejne single „Zbyt wiele”, „Uciec stąd” oraz Proch i „pył”, zostały wydane przez Step Records, odpowiednio w kwietniu, wrześniu i październiku 2014 roku. W ramach promocji powstały ponadto teledyski do utworów „Młodość”, „Zakazany owoc”, „Uciec stąd”, „Magnes”, „Dożylnie”, „Zbyt wiele” oraz „Dzisiaj mamy siłę”.
Płyta dotarła do 4. miejsca polskiej listy przebojów (OLiS). Album uzyskał status platynowej płyty.

## Lista utworów
CD 1
1. Rozbójnik Alibaba - „Intro” – 1:28
2. Rozbójnik Alibaba, Jan Borysewicz – „Ty & ja” (gościnnie: Rdw, Aicha) – 3:48
3. Rozbójnik Alibaba, Jan Borysewicz – „Zakazany owoc” (gościnnie: Bezczel) – 4:23
4. Rozbójnik Alibaba, Jan Borysewicz – „Przyjaciel” (gościnnie: Wilku WDZ, Marta) – 4:33
5. Rozbójnik Alibaba – „Nie ma mnie” (gościnnie: Bonson) – 4:06
6. Rozbójnik Alibaba – „Nie możemy być” (gościnnie: Sulin, Beeres, Aicha, Asteya) – 4:03
7. Rozbójnik Alibaba – „Magnes” (gościnnie: Borixon) – 4:53
8. Rozbójnik Alibaba, Jan Borysewicz – „To nie koniec świata” (gościnnie: Peja, Lady Pank) – 4:06
9. Rozbójnik Alibaba, Jan Borysewicz – „Dożylnie” (gościnnie: Onar) – 6:03
10. Rozbójnik Alibaba, Jan Borysewicz – „Młodość” (gościnnie: Pih, Paweł Kukiz) – 4:44
11. Rozbójnik Alibaba, Jan Borysewicz – „Wszyscy jesteśmy Chrystusami” (gościnnie: Kobra) – 4:14
12. Rozbójnik Alibaba – „Zbyt wiele” (gościnnie: VNM, Krzysztof Cugowski) – 5:01

CD 2
1. Rozbójnik Alibaba, Jan Borysewicz – „Sezamie otwórz się” (gościnnie: Lukasyno) – 4:40
2. Rozbójnik Alibaba, Jan Borysewicz – „Amerykański sen” (gościnnie: Juras, Kaen) – 3:29
3. Rozbójnik Alibaba, Jan Borysewicz – „W głowie swej” (gościnnie: Bas Tajpan) – 4:12
4. Rozbójnik Alibaba, Jan Borysewicz – „Uciec stąd” (gościnnie: Sobota) – 3:16
5. Rozbójnik Alibaba – „Zosia” (gościnnie: Kroolik Underwood, Chada) – 3:42
6. Rozbójnik Alibaba – „Maski” (gościnnie: HZOP) – 3:42
7. Rozbójnik Alibaba – „Dzisiaj mamy siłę” (gościnnie: Paluch) – 3:51
8. Rozbójnik Alibaba – „Proch i pył” (gościnnie: Diox) – 3:19
9. Rozbójnik Alibaba, Jan Borysewicz – „Byliśmy” (gościnnie: Miuosh) – 4:08
10. Rozbójnik Alibaba – „W sieci” (gościnnie: Pono, Kazan, Laura) – 4:18
11. Rozbójnik Alibaba, Jan Borysewicz – „Miłość & nienawiść” (gościnnie: Fu, Aicha) – 2:57
12. Rozbójnik Alibaba – „Złoty strzał” (gościnnie: Hudy HZD) – 3:18
13. Rozbójnik Alibaba – „To jest już koniec” – 1:28